# Aféry polských potravin v Česku
Aféry polských potravin spojují problémy s kvalitou některých potravin vyráběných v Polsku a dovážených do Česka. Prvním skandálem, který zahájil sérii zpráv o problematické kvalitě potravin, bylo nahrazení jedlé soli solí technickou. Proti skandálům s polskými potravinami polští představitelé dlouhodobě argumentují otráveným alkoholem z Česka.

## Závadné polské potraviny

### Použití technické soli místo jedlé
V roce 2012 polské firmy dodávaly pekárnám, výrobcům uzenin či zpracovatelům ryb místo jedlé soli technickou sůl. Technická sůl byla původně určena k zimnímu posypu silnic. Sůl byla nakupována jako odpad a byla znovu zabalena jako jedlá sůl.

### Analgetikum fenylbutazon v koňském výsekovém mase
V roce 2013 bylo v koňském mase dodávaném z Polska objeveno analgetykum fenylbutazon. Toto analgetikum se nesmí dávat zvířatům určeným k lidské stravě.

### Kyselina mravenčí v potravinách
V roce 2013 byl zakázán prodej kvašených okurek a kysaného zelí, protože v nich byla nalezena kyselina mravenčí.

### Falšované kakao
Ve stejném roce se České republice objevilo polské kakao, které ve skutečnosti obsahovalo kakaa pouze 80 %, přičemž zbytek směsi byla dřevitá hmota z rozdrcených kakaových slupek.

### Závadná vejce
V roce 2016 byl na základě zprávy z evropského systému rychlého varování RASFF zakázán prodej 3,5 milionu polských vajec, která mohla obsahovat bakterie salmonelózy.
V srpnu 2017 byl v polských vejcích v Česku a několika dalších evropských zemích objeven jed fipronil. Vajíčka z polských chovů s fipronilem byla dodána i na Slovensko.

### Falšované konzervy
V dubnu 2018 byly v řetězci Penny Market nabízeny konzervy firmy Pamapol, které měly obsahovat 89 % masa, ve skutečnosti ale obsahovaly pouze 69,3 % vepřového masa. Podle Státní zemědělské a potravinářské inspekce nešlo o ojedinělý případ – falšování se týkalo více výrobků. U Šlechtického masa se šunkou, kde byla deklarována přítomnost 86 % masa, se ve skutečnosti nacházelo pouze 71,5 % masa. U jednoho druhu masa ve vlastní šťávě bylo o 19,7 % méně masa, než bylo deklarováno.
V červenci 2018 bylo v drůbežích konzervách prodávaných obchodním řetězcem Kaufland, ve kterých mělo být 59 % kuřecího masa, ve skutečnosti kuřecího masa pouze 48 %, zbytek byl nahrazen levnějšími přísadami.

### Závadné hovězí
V únoru 2019 bylo do Česka dovezeno asi 300 kilogramů masa z polských jatek, kde se porážely nemocné krávy. Podle Státní veterinární správy nemuselo být maso závadné, ale bylo zpracováno v závodech, ve kterých bylo zpracováváno maso z nemocných zvířat. Až do odhalení české i polské úřady tvrdily, že se maso do Česka nevozilo. Ministr zemědělství Miroslav Toman vyzval občany k vyhýbání se polskému hovězímu. Celkem bylo z Polska vyvezeno 2700 tun podezřelého hovězího do deseti zemí EU. Asi 600 kilogramů z celkového množství bylo vyvezeno na Slovensko.